# 김범문
김범문(金梵文, ？~825년)은 신라의 왕족이다. 태종무열왕의 8대손으로 할아버지는 김주원(周元), 아버지는 김헌창(憲昌)이다. 본관은 강릉(江陵)이다.
헌덕왕 때 반란을 일으켰다. 825년 고달산(高達山)에서 초적의 괴수 수신(壽神) 등 100여 인과 더불어 또다시 반란을 일으켜 수도를 평양(平壤)에 정하려고 북한산주(北漢山州)를 공격하였으나, 북한산주도독 총명(聰明)이 이끄는 토벌군에 의해 진압되고 죽었다.

## 김범문 반란의 의의
신라 중대에서 하대로의 변동은 왕권의 전제주의에 대한 귀족들의 반항에 의해서 생겨난 것이다. 그 결과 신라 하대는 귀족연립적 경향을 걷게 된다. 이에 대한 반동이 822년 일어난, 김헌창의 난이다. 이 난은 무진주, 완산주, 청주(菁州), 사벌주 등의 넓은 지역에서 호응을 받았으나, 중앙 귀족들의 연합세력에 의해 실패로 돌아갔다. 김범문이 또다시 귀족연립 시대에 대한 반동으로서 한산(漢山)에 도읍을 정하고 반란을 계속하려고 했으나, 역시 실패했다. 김헌창의 난과 김범문의 난을 왕권을 잃어버린 무열왕계 후손의 저항으로 묶어 보기도 한다.
김헌창의 난이 진압되고 그의 종족과 도당이 처형당했는데, 어떻게 김범문이 그 화를 면했는지는 밝혀진 바 없다. 다만, 별다른 지역 연고가 없음에도 불구하고 북쪽의 옛 고구려 지역으로 달아나 여주 지역으로 추측되는 고달산의 도적 수신에게 의탁한 것이 사실이다. 거기서 3년을 지내면서 신라 정부에 대한 옛 고구려 지역 주민의 불만을 확인하고 이를 이용해 반란에 나섰을 가능성이 크다.
삼국사기의 김범문 관련 기사 중 ‘수도를 세우고자’ 한 부분을 주목하면, 새로운 국가 건설 기도라는 점에서 반란의 성격이 김헌창의 난과 동일하다고 볼 수 있다. 결국, 김범문의 난은 김헌창의 난과 더불어 호족의 지방할거적 경향을 촉진시켰으며, 왕위계승전을 가열시키는 계기가 되었다.

## 같이 보기
- 김헌창

## 주해
1. ↑  여기서의 평양은 이른바 남평양(南平壤)으로, 현재의 서울특별시 종로구 일대이다. 참고 문헌의 주 229
2. ↑  선덕왕은 나물왕의 12대손이라고 했다. 그 뒤 왕계는 모두 원성왕의 계통에서 나온다. 이렇게 중대에 왕위를 이어 오던 태종무열왕계가 끊어지고, 원성왕계가 왕위를 잇게 되는, 원성왕 이후를 보통 신라 하대라 부른다.[2]

## 참고 문헌
- 《삼국사기》10권 신라본기 제10 헌덕왕 - 헌창의 아들 범문이 반란을 일으키려 하다 주살되다 ( 825년 1월(음) )